# Mașină frigorifică cu absorbție

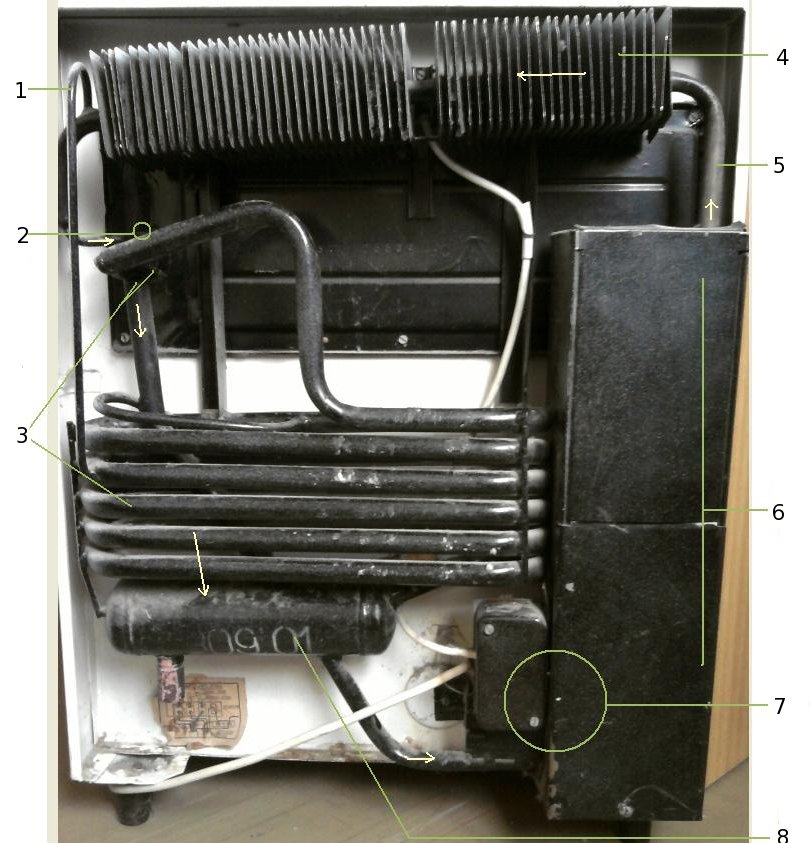
Componentele unui frigider cu absorbție:
1 - egalizator de presiune
2 - întrare în vaporizator
3 - condensator
4 - separator de apă
5 - amoniac în tubul încălzit
6 - izolația zonei încălzite
7 - încălzitor electric
8 - vas absorbant

O mașină frigorifică cu absorbție este o mașină frigorifică care utilizează o sursă de căldură pentru a furniza energia necesară pentru a efectua procesul de răcire. Sursa de căldură poate fi arderea unui combustibil, energia solară, căldura evacuată din fabrici și sistemele de termoficare sunt exemple de surse de căldură convenabile care pot fi utilizate. O mașină frigorifică cu absorbție folosește un amestec de două substanțe: prima, lichidă, se evaporă în vaporizator preluând căldura din spațiul răcit și apoi este absorbită în a doua. Pentru a separa cele două substanțe în vederea reluării ciclului termodinamic este nevoie de încălzirea amestecului. Utilizarea mașinilor cu absorbție este recomandată în situațiile în care există resurse energetice secundare: abur uzat, apă caldă etc.
Spre deosebire de mașinile frigorifice cu compresor, o mașină frigorifică cu absorbție nu are componente mecanice în mișcare.

## Principiu
Mașinile cu absorbție se bazează pe afinitatea unor substanțe față de vaporii altei substanțe, utilizată ca agent frigorific. Ca și mașinile frigorifice cu compresiune mecanică de vapori, mașinile cu absorbție folosesc un agent frigorific cu un punct de fierbere foarte scăzut (sub −18 °C). De obicei mașinile cu absorbție folosesc ca agent frigorific amoniacul sau apa și au nevoie de un al doilea fluid, capabil să le absoarbă, absorbantul: apă pentru amoniac, respectiv saramură pentru apă. Ca și mașinile cu compresiune de vapori, folosesc răcirea prin vaporizare, preluând căldura într-un vaporizator. Diferența dintre cele două sisteme este modul în care agentul frigorific este readus din starea de vapori la starea lichidă, astfel încât ciclul să se poată relua. O mașină cu absorbție aduce vaporii înapoi la starea lichidă folosind o metodă care necesită doar căldură și nu are alte părți în mișcare decât fluidele.

1 - încălzitor; 2 - separator; 3 - apă sărăcită în amoniac; 4 - amoniac condensat; 5 - hidrogen de egalizare a presiunii; 6 - amoniac lichid; 7 - vaporizator; 8 - amoniac gazos; 9 - absorbitor (apa absoarbe amoniacul)

Ciclul mașinii cu absorbție poate fi descris în trei faze:
- Vaporizarea: agentul frigorific lichid se vaporizează într-un mediu cu presiunea parțială scăzută, extrăgând astfel căldură din spațiul răcit. Din cauza presiunii parțiale scăzute, temperatura necesară pentru vaporizare este, de asemenea, scăzută.
- Absorbția: Absorbantul, sărăcit (cu un conținut mic) de agent frigorific, absoarbe vaporii de agent frigorific, menținând astfel presiunea parțială scăzută. În această fază se produce un lichid absorbant saturat cu agent frigorific, care apoi ajunge la pasul următor.
- Regenerarea: Absorbantul saturat lichid este încălzit, determinând vaporizarea agentului frigorific.

1. Vaporizare are loc la capătul de jos al unui tub subțire. Bulele de vapori de agent frigorific împing lichidul sărăcit în agent frigorific în separatorul de sus, din care lichidul va curge prin gravitație în camera de absorbție.
2. Vaporii fierbinți de agent frigorific trec prin condensator, situat într-un punct mai înalt, unde se condensează cedând căldura de condensare mediului ambiant. Agentul frigorific condensat va curge apoi prin gravitație la vaporizator și ciclul se reia.

Dacă pentru egalizarea presiunii totale, în condensator și absorbitor se introduce un al treilea component, gazos, inactiv, de exemplu hidrogen, presiunea totală din sistem este aceeași în toate punctele, ca urmare nu mai este nevoie de o metodă de reducere a presiunii (de exemplu cu un ventil de laminare), motiv pentru care acest sistem se numește cu absorbție-difuziune. Astfel, sistemul asigură circulația lichidelor fără a fi necesară vreo pompă. Ca urmare, funcționarea este continuă și lipsită de zgomot, aspect benefic la frigiderele casnice.
Eficiența unei instalații cu absorbție cu amoniac este de 0,55–0,65 la temperatura spațiului răcit de −10 °C și de 0,40–0,47 la temperatura spațiului răcit de −30 °C.

### Sisteme cu apă și saramură
Un sistem de refrigerare cu absorbție simplu, obișnuit în industrie, utilizează ca agent frigorific apa, iar ca absorbant o saramură (soluție de apă și săruri ca bromură de litiu sau clorură de litiu). Apa, la presiune joasă, este vaporizată în  serpentinele din spațiul răcit. Apoi apa este absorbită de saramură. Sistemul separă apa din saramură prin încălzire.
Temperatura apei răcite din sistem este limitată la peste 4,4 °C din cauza pericolului de îngheț. De aceea, instalațiile se folosesc doar pentru climatizare și prepararea de apă rece. Eficiența unei instalații cu absorbție în saramură este de 0,60–0,65.

## Utilizări
Datorită eficienței lor relativ scăzute, frigiderele cu absorbție sunt utilizate de obicei în excursii cu automobilele deoarece căldura necesară pentru alimentarea acestora poate fi furnizată de un arzător cu propan, de un încălzitor electric cu curent de joasă tensiune (de la bateria sistemului electric al vehiculului) sau de la rețeaua electrică. De asemenea, mașinile frigorifice cu absorbție pot fi utilizate pentru condiționarea aerului din clădiri folosind căldura reziduală de la un motor cu ardere internă sau o turbină cu gaz, sau căldura din sistemul de încălzire al clădirii.